# Across the Borderline
Across the Borderline es cuadragesimosegundo álbum de estudio del músico estadounidense Willie Nelson publicado por la compañía discográfica Columbia Records en 1993. Producido por Don Was, Paul Simon y Roy Halee, incluyó canciones compuestas por músicos como Paul Simon, John Hiatt, Peter Gabriel, Bob Dylan y Lyle Lovett, así como composiciones propias, y contó con la colaboración de Bonnie Raitt, David Crosby y Kris Kristofferson
«Across the Borderline», tema que da título al álbum, fue escrita por Ry Cooder, John Hiatt y Jim Dickinson y es una regrabación de una canción de Freddy Fender incluida en la banda sonora del largometraje The Border, protagonizado por Jack Nicholson. Una de las canciones de Nelson, «Heartland», fue coescrita con Bob Dylan. 

## Lista de canciones
1. "American Tune" (Paul Simon) - 4:21
2. "Getting Over You" (Stephen Bruton) - 4:04
3. "(The) Most Unoriginal Sin" (John Hiatt) - 4:50
4. "Don't Give Up" (Peter Gabriel) - 7:00
5. "Heartland" (Bob Dylan, Willie Nelson) - 4:34
6. "Across the Borderline" (Jim Dickinson, John Hiatt, Ry Cooder) - 4:42
7. "Graceland" (Paul Simon) - 4:46
8. "Farther Down the Line" (Lyle Lovett) - 3:15
9. "Valentine" (Willie Nelson) - 3:40
10. "What Was It You Wanted" (Bob Dylan) - 5:25
11. "I Love the Life I Live" (Willie Dixon) - 3:11
12. "If I Were the Man You Wanted" (Lyle Lovett) - 3:40
13. "She's Not for You" (Willie Nelson) - 3:17
14. "Still Is Still Moving to Me" (Willie Nelson) - 3:31

## Posición en listas
| País           | Lista              | Posición |
| -------------- | ------------------ | -------- |
| Canadá         | RPM Country Albums | 5        |
| Estados Unidos | Top Blue Albums    | 15       |
| Estados Unidos | Billboard 200      | 75       |